# Slabičné písmo
Slabičné písmo (sylabičné písmo) je takový druh písma, které zapisuje jednotlivými znaky celé slabiky. Tím se liší od písem používajících abecedu, kde se pomocí znaků zaznamenávají jednotlivé hlásky. Přechodným typem je alfasylabické písmo (abugida), kde také znaky odpovídají celým slabikám, ale slabiky obsahující stejnou souhlásku mají obdobný znak.
Slabičná písma jsou vhodná pro jazyky, ve kterých převládají otevřené slabiky (např. japonština), tedy slabiky tvořené souhláskou následovanou samohláskou. Naopak jsou nepraktické pro jazyky, kde se hojně objevují uzavřené slabiky a skupiny souhlásek, typicky například germánské jazyky.

## Příklady
- čerokézské písmo – písmo severoamerických Indiánů
- kana – označení pro japonská slabičná písma (používá se i neslabičné kandži)
  - hiragana
  - katakana
- písma egejské oblasti (pozdější Řecko)
  - lineární písmo B
- některá klínová písma – pro zápis akkadštiny a dalších jazyků